# Eupsilia iuncta-satelitium
Eupsilia iuncta-satelitium är en fjärilsart som beskrevs av Arnold Spuler 1907. Eupsilia iuncta-satelitium ingår i släktet Eupsilia och familjen nattflyn. Inga underarter finns listade i Catalogue of Life.